# Station Waltham Cross
Waltham Cross is een spoorwegstation van National Rail in Broxbourne in Engeland. Het station is eigendom van Network Rail en wordt beheerd door Greater Anglia. 